# Chypriotes grecs
Les Chypriotes grecs (grec moderne : Έλληνες Κύπριοι, Ellines tis Kiprou) sont la partie du peuple grec constituant le plus grand groupe ethno-linguistique de Chypre (78 % de sa population),,,. Les Chypriotes grecs sont communément membres de l'Église de Chypre, une Église orthodoxe grecque autocéphale,. Dans la constitution chypriote de 1960, les maronites, les arméniens et les catholiques de rites latins sont reconnus comme Chypriotes grecs.

## Origines
L'île, que les anciens Égyptiens nommaient « Alachia », les anciens Assyriens « Iatnana » et les Phéniciens « Enkomi », était dès l'Antiquité au carrefour d'importants courants commerciaux, assimilant au fil des siècles différentes cultures provenant de la Crète minoenne, de la Grèce mycénienne et de tout le pourtour du bassin Levantin ; son nom de « Kupros » (« Κύπρος ») signifie cuivre, en référence aux importants gisements de ce métal, qui assurèrent sa renommée et sa prospérité. La communauté ethnolinguistique grecque de l'île s'est formée par l'hellénisation de ces populations à partir de l'époque hellénistique, la langue grecque et plus tard (à partir du IVe siècle) le christianisme orthodoxe devenant ses deux principaux traits identitaires. Le parler commun (hors langue administrative) est le dialecte grec chypriote.

## Définition

Le drapeau des Chypriotes grecs.

Actuellement la communauté chypriote grecque représente 77 % de la population de l'île (contre 82 % avant 1974) et possède son propre dialecte : le « grec chypriote ». Une importante diaspora est présente à Londres et dans d'autres pays anglophones. Selon la Constitution de 1960, le terme de « grec chypriote » ne désigne pas seulement les Chypriotes grecs autochtones mais aussi les minorités formant avec ceux-ci l'« Ελληνική Κυπριακή εθνική κοινωνία » (« communauté nationale chypriote grecque ») : Maronites, Arméniens, Catholiques d'origines diverses. Cette définition élargie comprend en fait tous les chrétiens de l'île, tandis que les musulmans de diverses origines forment la « Kıbrıs Türkleri » ou « Kıbrıslı Türkler anlam ayrım » (« communauté nationale chypriote turque ») qui comprend les Chypriotes turcs (installés sur l'île depuis sa conquête par l'Empire ottoman en 1573), les minorités arabes ou caucasiennes musulmanes et les Turcs d'Anatolie (installés au nord de l'île depuis son occupation par la Turquie en 1974).

## Répartition
On dénombrerait près de 1 090 455 Chypriotes grecs répartis comme suit :
- Chypre 618 455 (partie contrôlée par le gouvernement de la république de Chypre)
- Royaume-Uni 400 000
- États-Unis 30 000
- Australie 15 000
- Grèce 10 000